# Plutokrati
Plutokrati (af græsk πλοῦτος / ploutos: 'rigdom' og κράτος / kratos: 'regere') betyder rigmandsvælde. Det er et samfund, hvor de mest velhavende personer styrer alt. Kendetegnende for et plutokratisk samfund er blandt andet, lav social mobilitet, stor økonomisk ulighed, samt udnyttelse af de fattige og middelklassen. Til forskel fra andre økonomiske og samfundsmæssige systemer, såsom demokrati, kapitalisme eller socialisme, har plutokrati ikke sin oprindelse, i en etableret politisk filosofi.
| Politik | Spire Denne artikel om politik og ideologi er en spire som bør udbygges. Du er velkommen til at hjælpe Wikipedia ved at udvide den. |